# Пуща (Люблінське воєводство)
Пуща (пол. Puszcza) — село в Польщі, у гміні Жмудь Холмського повіту Люблінського воєводства. Населення — 36 осіб (2011).

## Історія
За даними етнографічної експедиції 1869—1870 років під керівництвом Павла Чубинського, у селі здебільшого проживали греко-католики, які розмовляли українською мовою.
У 1975—1998 роках село належало до Холмського воєводства.

## Демографія
Демографічна структура станом на 31 березня 2011 року:
|          | Загалом | Допрацездатний вік | Працездатний вік | Постпрацездатний вік |
| -------- | ------- | ------------------ | ---------------- | -------------------- |
| Чоловіки | 15      | 4                  | 9                | 2                    |
| Жінки    | 21      | 4                  | 9                | 8                    |
| Разом    | 36      | 8                  | 18               | 10                   |